# Garypinus electri
Garypinus electri es una especie extinta de arácnido del orden Pseudoscorpionida de la familia Olpiidae.

## Distribución geográfica
Se encontraba en el Ámbar báltico.